# Stephen Milne
Stephen Milne  (Inverness, 29 de abril de 1994) é um nadador britânico, medalhista olímpico.

## Carreira

### Rio 2016
Milne competiu na natação nos Jogos Olímpicos de Verão de 2016, conquistando a medalha de prata com o revezamento 4x200 metros livre.